# Sociologie cognitive
La sociologie cognitive est l'étude des comportements humains (notamment de l'apprentissage et des manières de connaître) à travers l'interaction et les interconnexions entre individus.
Discipline de la sociologie dont le développement est favorisé par l'essor des sciences cognitives, elle est initiée par le sociologue américain Aaron Cicourel qui introduit ce terme en 1974 mais l’utilisant dans un sens fort différent. Cette approche se situe aux confluents d'autres disciplines telles la linguistique (notamment celle de Noam Chomsky), les sciences cognitives et l'anthropologie.

## Historique
Collègue de Harold Garfinkel et membre éminent du courant ethnométhodologique à ses débuts, Cicourel développe par la suite la sociologie cognitive, en focalisant sur l'étude du langage et de sa signification. 
Inspirée des travaux pionniers de Lev Sémionovitch Vygotski et de Gregory Bateson, selon lequel « on n'apprend pas tout seul », la sociologie cognitive tient compte des liens entre l'individu et les personnes avec lesquelles il est en relation. Il s'agit de reconstruire ce réseau de relations afin de comprendre le mode d'apprentissage de l'individu.
Pour certains auteurs comme L.S. Vygotski, A.L. Brown, R.A. Ferrara, apprendre, c'est devenir de plus en plus apte à participer aux pratiques sociales de sa communauté. Pour sa part, Jerome S. Bruner préconise la prise en compte du contexte historique et social des participants. D'un autre point de vue, Michel Deleau, porte son attention sur l'importance des échanges intersubjectifs.
Selon Willem Doise, les interactions des acteurs sociaux se construisent dans un équilibre, à l'intérieur de rapports de communication. Cette dynamique se constitue autour de problèmes à la signification forte. Elle entraîne des prises de positions individuelles liées à l'appartenance sociale des acteurs. Toujours selon Doise, les rapports de communication ont un caractère symbolique et participent à la construction identitaire.
La sociologie cognitive fournit un cadre pour comprendre, prévoir et pour modifier le comportement humain. C'est en ce sens qu'Albert Bandura définit le comportement humain comme une interaction de facteurs personnels, du comportement et de l'environnement.